# Реальный опцион
Реальный опцион (англ. Real Option, франц. Option réelle) – это право, но не обязанность, принять какое-либо управленческое решение, относящееся к функционированию компании

## Классификация реальных опционов
В отличие от финансовых опционов реальные опционы применимы к «действительным» активам. Это обычно материальный предмет: фабрика, машина, и т.д., тогда как финансовый — акции, облигации, валюта. 
Реальные опционы, принято разделять на несколько типов:
- Опцион на сокращение и на выход из бизнеса (в случае убыточности предприятия – опцион PUT). Такие опционы существуют не всегда, однако их наличие является фактором, существенно повышающим стоимость объекта инвестирования
- Опцион на развитие (в случае благоприятного развития событий – опцион CALL). Также добавляет ценности исследуемому объекту, так как позволяет получить дополнительную прибыль
- Опцион на тиражирование опыта – показывает, насколько предшествующий опыт можно использовать в будущем
- Опцион на переключение и временную остановку бизнеса. Опцион также доступен не для любой компании. Компании со специфическими активами чаще всего не могут осуществить переключение, а в некоторых случаях невозможна и приостановка (например, при производстве энергии). Переключение может быть нескольких типов (на другую технологию, на другой рынок и на другой масштаб деятельности)
- Комплексный опцион – содержит в себе более одной возможности изменений (например, если в благоприятных условиях компания может расширить масштабы деятельности, а в неблагоприятных имеет опцион на выход). При этом необходимо принимать во внимание взаимное влияние таких опционов, которое может иметь как положительные последствия, то есть, синергию, так и отрицательные (например, опцион на переключение в какой-то мере нейтрализует опцион на выход из бизнеса, а опцион на развитие усиливает опцион на тиражирование).
- Опцион на отсрочку начала проекта – возможность отложить инвестиции до получения новой информации, необходимой для принятия взвешенного решения.
- Другие варианты реальных опционов.

## Использование реальных опционов
Метод оценки инвестиционных проектов, который учитывает возможности изменения условий и выбора, назван методом реальных опционов (ROV – real options valuation; ROA - real options analysis)
Наиболее используемая область применения реальных опционов — инвестиционные проекты. Кроме того, анализ с помощью реальных опционов применяется в случае рассмотрения инвестиций в недвижимость и принятия решений по вопросам развития компаний. Основной элемент использования оценки стоимости опционов здесь – риски и неопределенность  вариантов будущего развития. Если бы это было не так, не возникло бы и необходимости в создании опционов, поскольку мы в каждый данный момент знали бы, что собираемся делать дальше. При наличии изменяющихся факторов внешнего окружения предприятия методика определения направлений деятельности при наступлении того или иного варианта развития событий имеет существенную ценность.

## Оценка реальных опционов
Инвестиционная стоимость исследуемого объекта (предприятия, проекта, актива и пр) рассчитывается по следующей формуле:
Синв = Спр + Сопц
где Спр - стоимость предприятия без учета стоимости опциона; Сопц — стоимость опциона.
Стоимость реального опциона для оценки справедливой стоимости актива традиционно рассчитывается на основе модели Блэка-Шоулза.
Колл-опцион:
{\displaystyle C(P,t)=PN(d_{1})-Se^{-r\cdot t}N(d_{2}),} где
{\displaystyle d_{1}={\frac {\ln(P/S)+(r+\sigma ^{2}/2)\cdot t}{\sigma {\sqrt {t}}}},}
{\displaystyle d_{2}=d_{1}-\sigma {\sqrt {t}}.}
| Показатель                                             | Обозначение в формуле            |
| ------------------------------------------------------ | -------------------------------- |
| Стоимость активов компании                             | Р (цена акции)                   |
| Номинальная стоимость долга                            | S (цена исполнения)              |
| Дюрация долга                                          | t (период до исполнения опциона) |
| Безрисковая процентная ставка, соответствующая дюрации | r                                |
| Среднее квадратичное отклонение стоимости актива       | σ                                |

## Проблемы применения теории на практике
Подлежащий актив не торгуется открыто на рынке. Теория оценки опционов (OV – option valuation) построена на предположении, что реплицирующий портфель может быть создан с использованием подлежащего актива и безрискового займа или предоставление займа, что в большей степени характерно для биржевых инструментов, а не реальных активов
Цена актива должна быть непрерывна. Это одно из ограничений модели Блэка-Шоулза. Если это предположение нарушено, что справедливо для многих реальных опционов, модель будет недооценивать стоимость опционов deep out-of-the-money (неприбыльных)
В теории среднеквадратичное отклонение (σ) известно и не меняется в течение жизни опциона. Это предположение особенно сложно реализовать в ситуации с долгосрочными опционами, так как существует большая вероятность того, что σ изменится.
 Мгновенное исполнение опциона. Модели основаны на предположении, что исполнение опциона происходит мгновенно. Это предположение далеко не всегда справедливо для реальных опционов. Например, исполнение опциона может включать строительство завода или разработку нефтяной скважины, что не происходит мгновенно. 